# Losja (vattendrag i Belarus, Minsks voblast, lat 53,35, long 27,11)
Losja (belarusiska: Лоша) är ett vattendrag i Belarus.   Det ligger i Minsks voblast, i den centrala delen av landet, 70 km söder om huvudstaden Minsk.
Trakten runt Losja består till största delen av jordbruksmark. Runt Losja är det ganska glesbefolkat, med 25 invånare per kvadratkilometer.